# Marienkäfer-Mohn
Der Marienkäfer-Mohn (Papaver commutatum), auch Zwerg-Mohn genannt, ist eine Pflanzenart aus der Mohn (Papaver) innerhalb der Familie der Mohngewächse (Papaveraceae). Marienkäfer-Mohn ist dem Klatschmohn ähnlich und der deutschsprachige Trivialname bezieht sich auf den auffälligen schwarzen Punkte an der Basis seiner Kronblätter. Der Marienkäfer-Mohn ist in Vorderasien verbreitet und wird gelegentlich als Zierpflanze in Gärten verwendet.

## Beschreibung

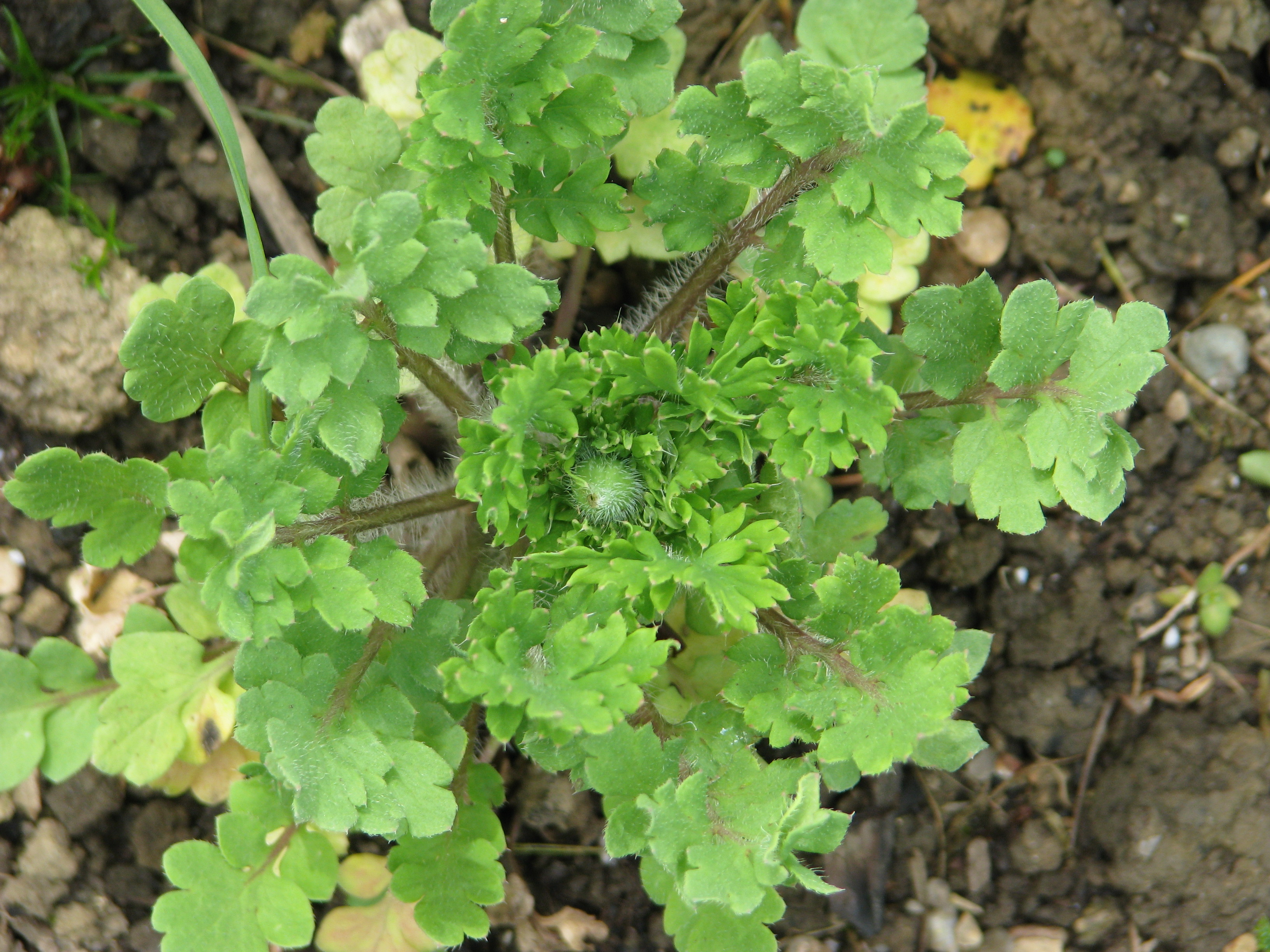
Habitus und Laubblätter

### Vegetative Merkmale
Der Marienkäfer-Mohn wächst als einjährige, krautige Pflanze und erreicht Wuchshöhen bis 50 Zentimetern. Der im unteren Teil gräulich behaarten, aufrechten oder aufsteigenden Stängel ist sehr dünn und verzweigt oft in Bodennähe.
Die fiederschnittigen Laubblätter werden bis 15 Zentimeter lang, sind anliegend behaart und haben längliche bis ovale, gezähnte oder ganzrandige Segmente.

### Generative Merkmale
Die Blütezeit reicht von Mai bis August. Am Ende der Stängel befindet sich erst nickend die Blütenknospe später aufrecht, die geöffnete Blüte. Die relativ große, zwittrige Blüte ist radiärsymmetrisch. Die zwei behaarten Kelchblätter fallen beim Öffnen der Blütenknospe ab. Die vier verkehrt-eiförmigen Kronblätter sind rot und haben je einen schwarzen Fleck ihrer Basis, der aber selten bis zum Rand des Kronblatts reicht; sie sind sehr dünn und ähneln knittrigem Papier.
Um den Fruchtknoten herum sitzen dicht die vielen Staubblätter mit den dunklen Staubfäden und den gelben Staubbeutel. Der oberständige Fruchtknoten ist oben mit fünf bis zehn pelzigen Strahlen versehen.
Aus den Öffnungen, unter dem Deckel der kegelige Porenkapsel entweichen die Samen.

## Ökologie
Die Bestäubung erfolgt durch Insekten oder es erfolgth Selbstbestäubung. Wenn das Pflanzenexemplar im Wind schwankt, erfolgt die Ausbreitung der Samen, geschieht also über Anemochorie (Windausbreitung).

## Vorkommen
Der Marienkäfer-Mohn ist in der nördlichen Türkei, im nordwestlichen Iran, im Kaukasusraum, in Armenien, Georgien und Aserbaidschan verbreitet. Er wächst an kiesigen, erodierten Gebirgshängen in Höhenlagen von 800 bis 1800 Metern.

## Systematik
Die Erstbeschreibung von Papaver commutatum erfolgte 1837 durch Gotthelf Fischer von Waldheim und Carl Anton von Meyer in Index Seminum (St. Petersburg), 4, S. 41.
Je nach Autor gibt es etwa zwei Unterarten:
- Papaver commutatum subsp. commutatum[1]
- Papaver commutatum subsp. euxinum Kadereit: Sie kommt in der Türkei vor.[1]

## Verwendung
Die dekorative Sorten werden als Zierpflanze genutzt.
An sonnigen bis halbschattigen Standorten mit durchlässigem, leicht feuchtem Boden ist sie sehr einfach zu kultivieren.
Der leicht giftige Milchsaft der Kapselfrucht enthält als Hauptalkaloid Isocorydin. Die pharmazeutische Industrie nutzt die Pflanzenart nur selten. Für die Herstellung von Betäubungsmitteln und insbesondere für die Herstellung von Opium hat sie keine Bedeutung.